# Calanthe coreana
Calanthe coreana är en orkidéart som beskrevs av Takenoshin Nakai. Calanthe coreana ingår i släktet Calanthe och familjen orkidéer. Inga underarter finns listade i Catalogue of Life.